# ゼムリャ・ゲオルグ
ゼムリャ・ゲオルグ(ロシア語: Земля Георга)またはゲオルグ島（ゲオルグとう）とは北極海の一部であるバレンツ海に位置するロシア連邦領ゼムリャフランツァヨシファにある島である。1880年にイギリスの探検家、ベンジャミン・リー・スミスにより発見された。